# 羅多 (北卡羅萊納州)
羅多（英語：Rhodo）是位於美國北卡羅萊納州切羅基縣的非建制地區。

## 歷史
羅多的郵局於1906年設立，其後於1916年停運。

## 地理
羅多所處的海拔為高於海平面653米（即2142英呎），而該地所採用的時區為UTC-5，即北美东部时区（EST）。同時該地設有夏令時間，為UTC-5調快一小時，即UTC-4（EDT）。